# Ривьера (пляж)
Пляж Ривьера — пляж в Центральном районе Сочи на месте бывшего санатория Кавказская Ривьера. Считается одним из самых популярных пляжей в городе. Вытянут на 700 метров вдоль берега Чёрного моря.
С севера граничит с резиденций Ривьера-6, южной границей пляжа служит устье реки Сочи.

## История
В советское время на месте пляжа Ривьера был санаторный комплекс, строительство которого началось в 1906 году. К 1913 году санаторный комплекс состоял из парка экзотических растений, четырёх гостиниц, театра. Санаторий посещали известные люди как: Ф. И. Шаляпин, В. В. Маяковский, И.Ильф и Е. Петров.
До девяностых годов санаторий принадлежал профсоюзам, затем весь комплекс был приватизирован концерном «Ферейн» Владимира Брынцалова. Далее санаторий пришёл в упадок. Одно из зданий было снесено. Оставшийся полуразрушенный корпус санатория и недостроенное заброшенное здание окружены забором.

## Структура пляжа

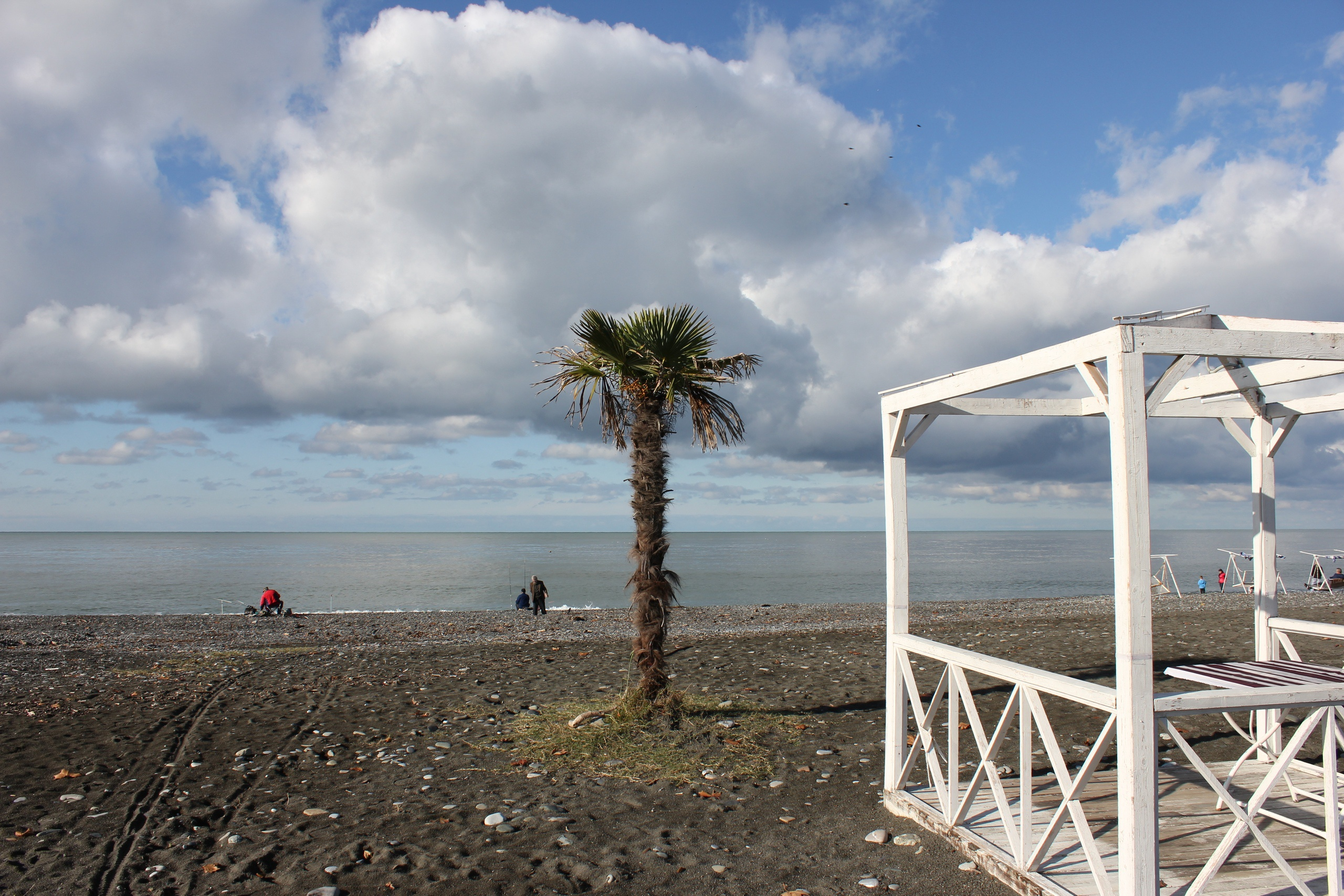
Пляж в январе 2019 года.

Пляж находится на расстоянии 1,5 км от железнодорожного вокзала Сочи. В шаговой доступности находятся Парк Ривьера, Набережная Сочи, Морской порт, яхтенная марина, платановая аллея.
На пляже есть кафе, рестораны, волейбольная площадка, медицинский пункт, общественный туалет, участок полиции, питьевые фонтаны, душевые, спортивная площадка.
Вход на пляж возможен только со стороны Ривьерского моста. Один из главных входов возле Монумента Ленина.
В 2020 году начата реконструкция пляжа.

## Посещение пляжа
Вход на территорию пляжа бесплатный.